# Liste der Bodendenkmale in Schleswig-Holstein
In der Liste der Bodendenkmale in Schleswig-Holstein sind die Bodendenkmale in Schleswig-Holstein aufgelistet. Grundlage der Einzellisten sind die in den jeweiligen Listen angegebenen Quellen. Die Angaben in den einzelnen Listen ersetzen nicht die rechtsverbindliche Auskunft der zuständigen Denkmalschutzbehörde.
Die Kulturdenkmale sind in der Liste der Kulturdenkmale in Schleswig-Holstein erfasst.

## Übersicht
| Landkreis/ kreisfreie Stadt   | Baudenkmalliste                                              | Wappen | Lage | Bild eines Bodendenkmals |
| ----------------------------- | ------------------------------------------------------------ | ------ | ---- | ------------------------ |
| Gemeindefreies Gebiet         | Liste der gemeindefreien Bodendenkmale in Schleswig-Holstein |        |      |                          |
| Dithmarschen                  | Liste der Bodendenkmale im Kreis Dithmarschen                |        |      |                          |
| Flensburg (Kreisfreie Stadt)  | Liste der Bodendenkmale in Flensburg                         |        |      |                          |
| Herzogtum Lauenburg           | Liste der Bodendenkmale im Kreis Herzogtum Lauenburg         |        |      |                          |
| Kiel (Kreisfreie Stadt)       | Liste der Bodendenkmale in Kiel                              |        |      |                          |
| Lübeck (Kreisfreie Stadt)     | Liste der Bodendenkmale in Lübeck                            |        |      |                          |
| Neumünster (Kreisfreie Stadt) | Liste der Bodendenkmale in Neumünster                        |        |      |                          |
| Nordfriesland                 | Liste der Bodendenkmale im Kreis Nordfriesland               |        |      |                          |
| Ostholstein                   | Liste der Bodendenkmale im Kreis Ostholstein                 |        |      |                          |
| Pinneberg                     | Liste der Bodendenkmale im Kreis Pinneberg                   |        |      |                          |
| Plön                          | Liste der Bodendenkmale im Kreis Plön                        |        |      |                          |
| Rendsburg-Eckernförde         | Liste der Bodendenkmale im Kreis Rendsburg-Eckernförde       |        |      |                          |
| Schleswig-Flensburg           | Liste der Bodendenkmale im Kreis Schleswig-Flensburg         |        |      |                          |
| Segeberg                      | Liste der Bodendenkmale im Kreis Segeberg                    |        |      |                          |
| Steinburg                     | Liste der Bodendenkmale im Kreis Steinburg                   |        |      |                          |
| Stormarn                      | Liste der Bodendenkmale im Kreis Stormarn                    |        |      |                          |